# Xã Central Point, Quận Day, South Dakota
Xã Central Point (tiếng Anh: Central Point Township) là một xã thuộc quận Day, tiểu bang Nam Dakota, Hoa Kỳ. Năm 2010, dân số của xã này là 88 người.